# Saturno V
Saturno V foi um foguete espacial americano usado nas missões Apollo e Skylab. Foi desenvolvido por Wernher von Braun no Marshall Space Flight Center em Huntsville, Alabama juntamente com Boeing, North American Aviation, Douglas Aircraft Company sob coordenação da IBM. Era um foguete multiestágios, propelido pelos cinco poderosos motores F-1 do primeiro estágio, e por 6 motores J-2 dos estágios seguintes (5 deles no segundo estágio e 1 no terceiro estágio).
Os três estágios do foguete, chamados S-IC, S-II e S-IVB, usavam oxigénio líquido como oxidante. O primeiro estágio usava RP-1 como combustível, enquanto os segundo e terceiro usavam hidrogénio líquido.
Um total de 15 veículos foram fabricados, além de 3 outros com propósitos de teste. O foguete foi lançado 13 vezes no Centro Espacial John F. Kennedy, na Flórida, sem nenhuma perda de carga ou tripulação. Em 2022, continua a ser o mais alto, mais pesado e mais potente (em termos de impulso total) foguete já operado, detendo ainda o recorde de maior e mais pesada carga útil já lançada à órbita terrestre baixa. Seu último voo espacial lançou em órbita o laboratório espacial Skylab.

## Lançamentos
| Número de série | Missão                    | Data de lançamento        | Plataforma de lançamento  | Notas |
| --------------- | ------------------------- | ------------------------- | ------------------------- | --- |
| SA-500F         | Integração de instalações | Integração de instalações | Integração de instalações | Usado para checar de forma mais precisa os encaixes e operação das instalações da plataforma 39A. |
| SA-500D         | Testes dinâmicos          | Testes dinâmicos          | Testes dinâmicos          | Usado para avaliar a resposta do veículo às vibrações de lançamento. Atualmente em display no U.S. Space & Rocket Center em Hunstivulle, Alabama.                                                                     |
| S-IC-T          | Testes de sistemas        | Testes de sistemas        | Testes de sistemas        | Primeiro estágio usado para testes estáticos no Marshall Space Flight Center. Atualmente em display no Kennedy Space Center.                                                                                          |
| SA-501          | Apollo 4                  | 9 de novembro de 1967     | 39A                       | Primeiro voo de teste. |
| SA-502          | Apollo 6                  | 4 de abril de 1968        | 39A                       | Segundo voo de teste. |
| SA-503          | Apollo 8                  | 21 de dezembro de 1968    | 39A                       | Primeiro voo tripulado do Saturno V e da órbita lunar. |
| SA-504          | Apollo 9                  | 3 de março de 1969        | 39A                       | Testes do módulo lunar (LM) na órbita da Terra. |
| SA-505          | Apollo 10                 | 18 de maio de 1969        | 39B                       | Testes do módulo lunar (LM) na órbita lunar. |
| SA-506          | Apollo 11                 | 16 de julho de 1969       | 39A                       | Primeira Alunissagem tripulada no Mar da Tranquilidade. |
| SA-507          | Apollo 12                 | 14 de novembro de 1969    | 39A                       | Alunissagem perto do Surveyor 3. |
| SA-508          | Apollo 13                 | 11 de abril de 1970       | 39A                       | Alunissagem abortada. |
| SA-509          | Apollo 14                 | 31 de janeiro de 1971     | 39A                       | Alunissagem perto da cratera Fra Mauro. |
| SA-510          | Apollo 15                 | 26 de julho de 1971       | 39A                       | Levou o primeiro jipe lunar. |
| SA-511          | Apollo 16                 | 16 de abril de 1972       | 39A                       | Alunissagem nos altos de Descartes. |
| SA-512          | Apollo 17                 | 6 de dezembro de 1972     | 39A                       | Primeiro e único lançamento noturno. Última missão do programa Apollo. |
| SA-513          | Skylab 1                  | 14 de maio de 1973        | 39A                       | Skylab de dois estágios. Último lançamento do Saturno 5. |
| SA-514          | Não foi lançado           | Não foi lançado           | Não foi lançado           | Originalmente fabricado para a missão Apollo 18 ou 19, que foram canceladas. Seu primeiro estágio (S-IC-14) faz parte do display do foguete no Johnson Space Center.                                                  |
| SA-515          | Não foi lançado           | Não foi lançado           | Não foi lançado           | Originalmente fabricado para a missão Apollo 20 e, depois, para servir de backup para o lançamento da estação espacial Skylab. Seu segundo estágio (S-II-15) faz parte do display do foguete no Johnson Space Center. |